# Cristián Abarca
Cristián Felipe Abarca Foncea (* 20. Mai 1989 in Santiago) ist ein ehemaliger chilenischer Fußballspieler. Der Verteidiger wurde zweimal chilenischer Meister.

## Karriere

### Verein
Cristián Abarca begann seine Karriere in der Jugend vom CSD Colo-Colo und debütierte in der Profimannschaft im September 2006. Mit den Albos wurde der Abwehrspieler in der Clausura 2006 und Apertura 2007 zweimal chilenischer Meister, konnte sich aber nicht durchsetzen. Er wurde daher zu Universidad de Concepción und anschließend zu San Luis de Quillota verliehen. 2008 verließ Abarca Colo-Colo endgültig und spielte für den Zweitligisten CD Magallanes. Bei seinen weiteren Stationen in der Primera División konnte er nicht wirklich Fuß fassen und spielte in den unteren Ligen.

### Nationalmannschaft
Cristián Abarca wurde in die U15-Nationalmannschaft für die Südamerikameisterschaft 2004 in Paraguay berufen. Für die U17 spielte er ein Jahr später bei der Südamerikameisterschaft in Venezuela. Abarca erzielte beim 1:0-Sieg über Bolivien den einzigen Treffer für Chile bei dem Turnier.

## Erfolge
Colo-Colo
- Chilenischer Meister: 2006-C, 2007-A